# Hecistopteris kaieteurensis
Hecistopteris kaieteurensis là một loài dương xỉ trong họ Pteridaceae. Loài này được Kelloff & G.S.McKee mô tả khoa học đầu tiên năm 1998.